# G run

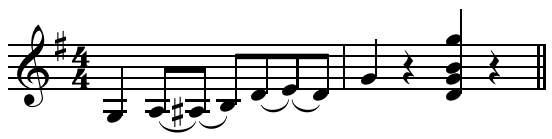
G run em uma variação em G maior contém tanto "hammer-ons" e um "pull-off".

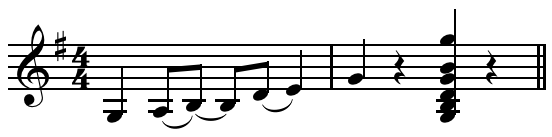
G run em G.

No Bluegrass e outras músicas, o G run (G-run), ou Flatt run (presumivelmente depois de Lester Flatt), é uma finalização  estereotipada usada como base para improvisação na guitarra. É o riff mais popular no bluegrass, sendo o segundo o conhecido nos Estados Unidos como "Shave and a Haircut".
A versão mais conhecida, acima, é uma pequena elaboração da forma mais simples, abaixo.